# Tommi e Gli Onesti Cittadini
Tommi e Gli Onesti Cittadini sono un gruppo musicale punk rock italiano, formatosi nel 2006.

## Storia
Il gruppo si costituisce nel 2006 in provincia di Varese, come progetto solista voluto da Tommi Marson, cantante e chitarrista delle Porno Riviste. Dopo alcuni mesi passati in studio con una serie di musicisti, il gruppo pubblica l'album di debutto Un mondo di avventure nel dicembre del 2006, distribuito dall'etichetta Tube Records. In seguito alla pubblicazione del disco, Tommi e Gli Onesti Cittadini svolgono un tour promozionale in Italia. Durante questo periodo, entrano a far parte della formazione ufficiale del gruppo il musicista Carlame (batterista dei Skruigners), Agu (bassista dei Franziska) e Jack Musso (chitarrista). Tale formazione pubblica nell'aprile del 2010 il secondo album in studio Tommi e Gli Onesti Cittadini, dall'etichetta IndieBox.
Nel 2014, Tommi e Gli Onesti Cittadini tornano sulla lavorazione di nuovi materiali con il musicista Claudio Cosi, ex bassista dei Le Teste. Il terzo album del gruppo, Uno ad uno, viene pubblicato nell'aprile del 2014 da IndieBox. Gli anni successivi vedono l'abbandono di Jack Musso e Agu, mentre viene ufficializzato Cosi come terzo membro del gruppo. Per la realizzazione del quarto album in studio, intitolato Mind Kontrol Ultra, Tommi e Gli Onesti Cittadini collaborano con il produttore Filippo Fornaciari. Il disco viene pubblicato il 27 gennaio 2017 dall'etichetta Freak & Chic, anticipato dal singolo Nei tombini (2016). Per promuovere l'album, il gruppo ha intrapreso una tournée nazionale svolta su territorio italiano.

## Formazione
Attuale
- Tommi Marson – voce, chitarra
- Claudio Cosi – basso elettrico
- Carlame – batteria, percussioni, cori

Ex componenti
- Agù Marson – basso
- Jack Musso – chitarra
- Marco Mortillaro – basso, voce
- Rambo – batteria

## Discografia
- 2006 – Un mondo di avventure (Tube Records)
- 2010 – Tommi e Gli Onesti Cittadini (IndieBox)
- 2014 – Uno ad uno (IndieBox)
- 2017 – Mind Kontrol Ultra (Freak & Chic)
- 2021 - Noi facciamo Feat. J Ax
- 2023 - Vita Selvaggia (One Fingerz X Two Fingerz S.r.l.)